# Apostrophe
Die Apostrophe ([apoˈstroːfə] oder [aˈpɔstrofe]) (altgriechisch ἀποστροφή; lateinisch aversio) ist eine rhetorische Figur, die eine ‚Abwendung vom Publikum‘ vollzieht. Statt die eigentlichen Zuhörer (oder Leser) spricht der apostrophierende Redner (oder Text) überraschend eine andere Instanz an. Die Abwendung vom tatsächlich gegebenen primären Publikum geschieht also durch die rhetorische Instituierung eines ‚Zweitpublikums‘ (fictio audientis, „Erfindung eines Publikums“). Die Apostrophe kann z. B. Abwesende, auch bereits Verstorbene adressieren, aber ebenso nicht-menschliche Wesen, Abstrakta und selbst unbelebte Gegenstände. Letzteres spielt in der Lyrik, besonders der Odendichtung, eine bedeutende Rolle.

## Figur des Pathos
In der rhetorischen Tradition ist man sich weitgehend einig, dass die Apostrophe in jedem Teil einer Rede angebracht werden kann. Insbesondere Quintilian betont, dass auch der Redeanfang (Exordium, Proömium) hierfür in Frage kommt. Das ist insofern bemerkenswert, als Apostrophen wie Unterbrechungen (Digressionen) des üblichen Redeablaufs wirken – und es gerade zu Beginn einer Rede darauf ankommt, eine intakte Verbindung zum rezipierenden Publikum aufzubauen. Oft verbindet sich die Apostrophe mit einem Ausruf (Exclamatio), Einwurf (Interiectio) oder einer rhetorischen Frage (Interrogatio). Richtig eingesetzt, zeichnet sie sich unter den übrigen rhetorischen „Figuren der Kommunikationspartner“ durch ihren starken pathetischen Effekt aus. Nicht umsonst nennt Pseudo-Longinos’ Abhandlung Über das Erhabene sie als erste unter den Figuren, „die dem Ausdruck Größe verleihen“; er stellt ihren beschwörenden Charakter heraus. „[D]ie Apostrophe ist sozusagen ein pathetischer Verzweiflungsschritt des Redners.“ (Heinrich Lausberg) „Die Unterbrechung der Rede und die Abwendung vom Publikum vermitteln den Eindruck, der Redner reagiere affekthaft und könne deshalb die normale Beziehung zu seinen Zuhörern nicht aufrechterhalten.“ – Rhetoriklehren empfehlen, die Figur sparsam einzusetzen; übermäßiger Gebrauch macht einen theatralisch-künstlichen Eindruck, der ihre gewünschte Wirkung unterminiert.
Oft werden Gott, Götter oder Musen angerufen (Invocatio). Berühmt ist die Musenanrufung im Incipit der homerischen Odyssee: „Nenne mir, Muse, den Mann …“ Alltagssprachlich verbreitet sind apostrophierende Ausdrücke wie „Jesses, Maria und Josef!“ oder „O mein Gott!“, im Netzjargon „OMG“.

## Die Leseranrede
Auch die Leseransprache, etwa „Lieber Leser“ in der Vorrede eines Buchs, ist als Apostrophe zu begreifen, insofern sie „den aktuellen Leser aus der anonymen Menge der Leser herausgreift und sich somit von der Anonymität der Leserschaft abwendet“.

## Die lyrische Apostrophe
Die Lyrik macht vielfach und vielfältig von der Apostrophe Gebrauch, nicht notwendig, aber oft unter Einsatz eines adressierenden „O“. Wie das seufzende „Ach“ ist dieses in der 2. Person duzend anredende „O“ in Gedichten eine konventionalisierte Interjektion. Es ist vor allem für die Odendichtung typisch – von Horaz’ „O navis [O Schiff]“ bis zu Papenfuß-Goreks „o ode“ und darüber hinaus. Man hat es als Inbegriff des Genres bezeichnet: „Das erste O! der Bewunderung konnte der Text zu der ersten Ode seyn, und das klagende Ach! an dem Grabe des ersten Todten den Stoff zu der ersten Elegie darbieten.“ In der klassischen deutschsprachigen Literatur lassen sich an den Œuvres von Klopstock und Hölderlin Varianten und Wirkungen der lyrischen Apostrophe gut studieren.
Der Literaturtheoretiker Jonathan Culler hat versucht, vom Begriff der Apostrophe her eine allgemeine Theorie der Lyrik zu entwickeln. Dabei hat er den systematischen poetologischen Zusammenhang dieser Figur mit den Figuren Personifikation und Prosopopöie bzw. Sermocinatio herausgearbeitet. Er besteht in einem Dreischritt: 1) Eine poetische Anrede wendet sich an eine unbelebte, jedenfalls zur Kommunikation eigentlich ungeeignete Instanz – Apostrophe. 2) Damit aber ruft sie diese quasi (fiktional) als Person ins Leben, personifiziert sie – Personifikation (fictio personae). 3) Das Personifizierte wird zudem mit einem Gesicht und zugehörigem Sprechorgan ausgestattet, sodass es sich selbst zu äußern, eine eigene Rede zu führen vermag – Prosopopöie (von altgriechisch πρόσωπον ποιεῖν, prósopon poiéin, „ein Gesicht herstellen/geben“) bzw. Sermocinatio.

## Beispiele
- „Denn Euch, ihr Höhen und Haine von Alba, ja euch flehe ich jetzt an und bitte um Zeugenschaft …“ (Cicero: Pro Milone)
- „Bedecke deinen Himmel, Zeus, / Mit Wolkendunst!“ (Johann Wolfgang Goethe: Prometheus)
- „O Täler weit, o Höhen, / O schöner grüner Wald“ (Joseph von Eichendorff: Abschied)
- „Sätzchen, Sätzchen, du scheinst mir auch phantastisch, du!“ (Robert Walser: Aus dem Bleistiftgebiet)
- „Wo ehedem ein Gras war, da sitzest jetzt du, Öltank!“ (Bertolt Brecht: 700 Intellektuelle beten einen Öltank an)
- „Erklär mir, Liebe, was ich nicht erklären kann“ (Ingeborg Bachmann: Erklär mir, Liebe)